# Kevin Dean (Eishockeyspieler)
Kevin Charles Dean (* 1. April 1969 in Madison, Wisconsin) ist ein ehemaliger US-amerikanischer Eishockeyspieler und derzeitiger -trainer, der im Verlauf seiner aktiven Karriere zwischen 1987 und 2002 unter anderem 347 Spiele für die New Jersey Devils, Atlanta Thrashers, Dallas Stars und Chicago Blackhawks in der National Hockey League (NHL) auf der Position des Verteidigers bestritten hat. Seinen größten Karriereerfolg feierte Dean, der mit der Nationalmannschaft der Vereinigten Staaten an der Weltmeisterschaft 1998 teilnahm, in Diensten der New Jersey Devils mit dem Gewinn des Stanley Cups im Jahr 1995. Seit Juni 2025 ist er als Assistenztrainer bei den Vancouver Canucks in der NHL tätig.

## Karriere
Dean begann seine Karriere als Eishockeyspieler in der Mannschaft der University of New Hampshire, für die er von 1987 bis 1991 am Spielbetrieb der National Collegiate Athletic Association (NCAA) aktiv war. Bereits als High-School-Spieler war er zuvor im NHL Entry Draft 1987 in der fünften Runde als insgesamt 86. Spieler von den New Jersey Devils ausgewählt worden. Von 1991 bis 1994 kam der Verteidiger ausschließlich für deren Farmteams, die Utica Devils und Albany River Rats aus der American Hockey League (AHL), sowie die Cincinnati Cyclones in der East Coast Hockey League (ECHL) und nach ihrem Ligenwechsel in der International Hockey League (IHL) zum Einsatz. In der Saison 1994/95 gab er sein Debüt in der National Hockey League (NHL). In seinem Rookiejahr gewann er auf Anhieb den prestigeträchtigen Stanley Cup mit den New Jersey Devils. Zudem erreichte er mit New Jerseys AHL-Farmteam Albany River Rats den Gewinn im Calder Cup. In der AHL wurde er darüber hinaus in das First All-Star Team gewählt. In den folgenden vier Jahren stand er regelmäßig für die New Jersey Devils in der NHL auf dem Eis, lief jedoch gelegentlich noch für Albany in der AHL auf.
Die Saison 1999/2000 begann Dean bei New Jerseys Ligarivalen Atlanta Thrashers. Bereits im Dezember wurde er jedoch schon zum amtierenden Stanley-Cup-Sieger Dallas Stars transferiert. Dort blieb er jedoch nicht einmal zwei Monate lang, ehe er einen Vertrag bei den Chicago Blackhawks unterschrieb, bei denen er in den folgenden eineinhalb Jahren einen Stammplatz in der NHL-Mannschaft hatte. Seine letzte Spielzeit im Profieishockey verbrachte der US-Amerikaner in der Saison 2001/02 bei den Milwaukee Admirals in der AHL, für die er in 76 Spielen fünf Tore erzielte und 14 Vorlagen gab. Anschließend beendete er im Alter von 33 Jahren seine aktive Karriere.
Im Anschluss an seine Spielerkarriere kehrte Dean zum Franchise der New Jersey Devils zurück und war von 2007 bis 2010 insgesamt drei Jahre lang als Assistenztrainer für deren AHL-Farmteam Lowell Devils tätig. In der Saison 2010/11 war er Cheftrainer bei deren anderen Farmteam, den Trenton Devils aus der ECHL. Im Juli 2011 wurde Dean von den Providence Bruins aus der AHL als Assistenztrainer verpflichtet, die er schließlich im Juli 2016 als Cheftrainer übernahm. Nach einer Saison wurde er zum Assistenten von Bruce Cassidy bei den Boston Bruins befördert, unter dem er bereits in Providence tätig war. Diese Position hatte er in der Folge bis nach der Saison 2021/22 inne, als er samt Cassidy entlassen wurde. Wenig später verpflichteten ihn dann im Juli 2022 die Chicago Blackhawks in gleicher Funktion, ebenso wie die Vancouver Canucks im Juni 2025.

### International
Für die USA nahm Dean an der Junioren-Weltmeisterschaft 1988 sowie der Weltmeisterschaft 1998 teil. Bei beiden Turnieren blieb der Verteidiger punktlos.

## Erfolge und Auszeichnungen
- 1995 Teilnahme am AHL All-Star Classic
- 1995 Stanley-Cup-Gewinn mit den New Jersey Devils
- 1995 Calder-Cup-Gewinn mit den Albany River Rats
- 1995 AHL First All-Star Team

## Karrierestatistik

### International
Vertrat die USA bei:
- Junioren-Weltmeisterschaft 1988
- Weltmeisterschaft 1998

(Legende zur Spielerstatistik: Sp oder GP = absolvierte Spiele; T oder G = erzielte Tore; V oder A = erzielte Assists; Pkt oder Pts = erzielte Scorerpunkte; SM oder PIM = erhaltene Strafminuten; +/− = Plus/Minus-Bilanz; PP = erzielte Überzahltore; SH = erzielte Unterzahltore; GW = erzielte Siegtore; 1 Play-downs/Relegation; Kursiv: Statistik nicht vollständig)